# Chris Hastings
Christopher Scott Hastings (ur. 17 sierpnia 1964 w Hanover) – amerykański skoczek narciarski. Najlepsze wyniki w Pucharze Świata osiągnął w sezonie 1984/1985, kiedy zajął 53. miejsce w klasyfikacji generalnej.
Brał udział w mistrzostwach świata w 1987 w Oberstdorfie i zimowych igrzyskach w 1988 w Calgary, ale bez sukcesów.
Jego brat, Jeff Hastings, również był skoczkiem narciarskim.

## Puchar Świata w skokach narciarskich

### Miejsca w klasyfikacji generalnej
- sezon 1984/1985: 53
- sezon 1986/1987: –
- sezon 1987/1988: –

## Igrzyska Olimpijskie
- Indywidualnie
  - 1988 Calgary (CAN) – 49. miejsce (duża skocznia)

## Mistrzostwa Świata
- Indywidualnie
  - 1987 Oberstdorf (RFN) – 53. miejsce (duża skocznia)